# San Bernardino Sport Club
El San Bernardino Sport Club fue un club de fútbol amateur venezolano. Fundado en mayo de 1902, fue el primer equipo de fútbol de la capital venezolana.

## Historia
Para mediados del siglo XIX, los países suramericanos buscaban modernizar sus economías. Uno de los medios que utilizaron fue la construcción de ferrocarriles, en Venezuela, en 1886, se inaugura la línea Puerto Cabello – Valencia. Para 1883 la línea La Guaira – Caracas comienza a transportar pasajeros. Los estadounidenses y británicos se venían disputado su construcción desde 1867 y para 1881 un grupo británico (Ferrocarril La Guaira y Caracas) logra el contrato para su realización. Con esto comienzan llegar al país “musiúes” de las islas británicas para encargarse tanto de las obras que se llevarían a cabo como del funcionamiento de ferrocarril.
Entre estos extranjeros llegan entre finales del siglo XIX y principios del siglo XX, los hermanos escoceses David Ballantyne y Jimmy Ballantyne (había jugado profesionalmente con el Arsenal Football Club), quienes fueron contratados por el Ferrocarril La Guaira y Caracas para supervisar el mantenimiento y reparación de las locomotoras. En sus tiempos libres, en los patios de máquinas de la estación de “Caño Amarillo” los hermanos se entretenían corriendo detrás de un balón, pateando entre ellos por bajo y por alto.
Algunos jóvenes se interesaron el juego de los hermanos y comenzaron a jugar con ellos. Los Ballantyne se dedicaron a enseñarles cómo jugar al fútbol. Meses más tarde con la ayuda de un grupo de jóvenes solicitaron ante el señor F. Vollmer la autorización para usar unos terrenos de la hacienda “San Bernardino” como campo de juego.
Conseguido el permiso iniciaron las prácticas de los Ballantyne en compañía de Luis Olavaria Matos, Adolfo Behrens, J.A. Izaguirre, Alfredo Vollmer, Tomas Ibarra, Luis Felipe Guevara, Federico Vollmer, Carlos Ramón Yánez, E. Brandt, Roberto Todd entre otros. Muchos de los jugadores eran extranjeros residenciados en Caracas: se iniciaba el llamado Fútbol de colonias en Venezuela.
Luego de varios meses de preparativos se funda el club “San Bernardino”, así en los primeros días de mayo de 1902, queda constituido el primer equipo de fútbol de la Capital con presidente el empresario F. Vollmer.
Cabe señalar que el primer partido de Fútbol en Venezuela fue visto en agosto de 1902 por 135 espectadores, según la "Revista Elite", en los terrenos de la Hacienda San Bernardino (de Caracas) que era propiedad de la familia Vollmer.
El equipo tuvo una vida corta, ya que en 1908 terminó su existencia. Los Vollmer -como continuación del equipo- crearon sucesivamente (en 1915) el Club Atlético FC, ganador del campeonato amateur del fútbol venezolano en 7 ocasiones (1915-1917-1919-1922-1924-1926-1930).